# Neohaematopinus callosciuri
Neohaematopinus callosciuri är en insektsart som beskrevs av Johnson 1959. Neohaematopinus callosciuri ingår i släktet Neohaematopinus och familjen ledlöss. Inga underarter finns listade i Catalogue of Life.